# The Times
The Times britanske su dnevne nacionalne novine sa sjedištem u Londonu. Započeo je 1785. pod naslovom „The Daily Universal Register”, a svoje moderno ime dobio je 1. siječnja 1788. 
„The Times” i njegove sestrinske novine „The Sunday Times” (osnovane 1821.) izdaje „Times Media”, od 1981. podružnica „News UK”, koja je pak u potpunom vlasništvu „News Corp”. Smatra se novinama rekorda u UK.
Bio je prvi list koji je nosio to ime, inspirirajući brojne druge listove diljem svijeta. U zemljama u kojima su ti drugi naslovi popularni, ove novine se često nazivaju „The London Times” ili „The Times of London”, iako su novine nacionalnog opsega i distribucije.
U ožujku 2020. imao je prosječnu dnevnu nakladu od 365 880 čitatelja; u istom razdoblju, The Sunday Times imao je prosječnu tjednu nakladu od 647 622 čitatelja. Ove dvije novine također su imale 304 000 pretplatnika na digitalno plaćanje od lipnja 2019. Američko izdanje „The Timesa” izlazi od 6. lipnja 2006. Potpuna povijesna datoteka digitaliziranog papira, do 2019., dostupna je online. Politička pozicija „The Timesa” smatra se desnim centrom.